# Libnotes (Libnotes) comissabunda
Libnotes (Libnotes) comissabunda is een tweevleugelige uit de familie steltmuggen (Limoniidae). De soort komt voor in het Oriëntaals gebied.